# Wyoming Highway 12
Der Wyoming Highway 12 (kurz: WYO 12) ist eine 19,6 km lange State Route im US-Bundesstaat Wyoming, die im Albany County verläuft. Die Straße ist auch als Herrick Lane bekannt.

## Streckenverlauf
Der Wyoming Highway 12 beginnt an der Albany County Road 57 und verläuft zunächst nach Osten. Nach der Auffahrt zur Interstate 80 und der Überquerung des Little Laramie Rivers wendet er sich nach Südosten, unterquert die Interstate erneut und trifft schließlich nach 19,6 km in der Nähe des Laramie Regional Airports, 8 km westlich von Laramie, auf den Wyoming Highway 130. 

## Belege
1. ↑  AARoads: Wyoming State Route Log: 1 through 99. Abgerufen am 17. September 2021 (amerikanisches Englisch).